# Al-Batin Football Club
Al-Batin Football Club (en árabe: نادي الباطن لكرة القدم), es un club de fútbol saudí con sede en Hafar Al-Batin, provincia Oriental. A partir de la temporada 2023-24 jugara en la Primera División Saudí segunda división de Arabia.
Los colores del Al-Batin son azul cielo y negro. Al final de la temporada 2007-08, ganó su primera promoción a la Segunda División Saudí. El 25 de marzo de 2011, Al-Batin ganó su primera promoción a la Primera División Saudí. Juega sus partidos de local en el Al-Batin Club Stadium.

## Historia
Fue fundado en el año 1979 en la ciudad de Hafar Al-Batin y logró el ascenso a la Segunda División Saudí al lograr el segundo lugar en la Tercera División Saudí 2007-08, al quedar segundo en la Segunda División Saudí 2010–11 fue ascendido a la Primera División Saudí, también fue ascendido a la Liga Premier Saudí al lograr el segundo lugar de la Primera División Saudí 2015-16.
En la Copa del Rey de Campeones logró su mejor actuación en la edición 2015 donde llegó a cuartos de final, siendo derrotado 1-0 en condición de visitante por el Al-Nassr. En la Copa del Príncipe de la Corona Saudí tuvo su mejor actuación en la edición 2016-17 al llegar a cuartos de final, siendo derrotado en condición de local 0-1 por el Ittihad F. C.

## Uniforme
- Uniforme titular: Camiseta azul cielo, pantalón negro y medias azul cielo.
- Uniforme alternativo: Camiseta negra, pantalón azul cielo y medias negras.

## Estadio
El Al-Batin Club Stadium (árabe: استاد نادي الباطن) es un estadio de uso múltiple en Hafar Al-Batin, Arabia Saudita. Actualmente se utiliza principalmente para partidos de fútbol y es el estadio de Al-Batin. El estadio tiene una capacidad de 6.000 espectadores. Fue inaugurado en abril de 2016.

## Datos del club
Se tienen en cuenta estadísticas desde la temporada 2014-15.
- Temporadas en la Liga Profesional Saudí: 1 (2016-17).
- Temporadas en Primera División Saudí: 5 (2011-12 - 2015-16)
- Mayor goleada conseguida: .
  - En campeonatos nacionales: 4-0 al Al-Raed, Liga Profesional Saudí 2016-17.
  - En torneos internacionales: El equipo no ha disputado torneos internacionales.
- Mayor goleada recibida:
  - En campeonatos nacionales: 5-1 del Al-Wahda Mecca, Liga Profesional Saudí 2016-17.
  - En torneos internacionales: El equipo no ha disputado torneos internacionales.
- Mejor puesto en la liga: 2° en la Primera División Saudí 2015-16.
- Peor puesto en la liga: 13° en la Primera División Saudí 2011-12.
- Máximo goleador: Jorge Santos Silva (5 goles).
- Más partidos disputados: Faisal Ayyadah, Bander Nasser, Mohanna Waqes, Sultan Ghunaiman, Waleed Al-Enezi y Jadaan Mohanna (10).

## Organigrama deportivo

### Mercado de Pases
| Altas               | Altas         | Altas        | Altas     | Altas        |
| Jugador             | Posición      | Procedencia  | Tipo      | Coste        |
| ------------------- | ------------- | ------------ | --------- | ------------ |
| Khaled Al-Khathalan | Defensa       | Al-Raed      | Libre.    | -            |
| Hassan Al-Jubairi   | Defensa       | Al-Tai       | Libre.    | -            |
| Zakaria Lahlali     | Mediocampista | Ohod Club    | Traspaso. | No Revelado. |
| Mohammed Al-Sahli   | Delantero     | Al-Khaleej   | Traspaso. | No Revelado. |
| Ismail Ahmed Omar   | Delantero     | Al-Faisaly   | Libre.    | -            |
| Isaac Sackey        | Delantero     | Ümraniyespor | ?         | ?            |

| Bajas                     | Bajas     | Bajas               | Bajas     | Bajas        |
| Jugador                   | Posición  | Destino             | Tipo      | Coste        |
| ------------------------- | --------- | ------------------- | --------- | ------------ |
| Martín Campaña            | Portero   | Al-Riyadh           | Libre.    | -            |
| Bassam Al-Hurayji         | Defensa   | Al-Ahli Saudí F. C. | Libre.    | -            |
| Abdulkareem Ali Al-Muziel | Defensa   | Al-Jabalain         | Traspaso. | No Revelado. |
| Mohammed Naji             | Defensa   | Abha                | Traspaso. | No Revelado. |
| Renzo López               | Delantero | Tigre               | Libre.    | -            |
| Rakan Al-Shamlan          | Delantero | Al-Tai              | Libre.    | -            |
| Yousef Al-Shammari        | Delantero | Al-Hazm             | Traspaso. | No Revelado. |

## Entrenadores
- Ridha Jeddi (julio de 2019-septiembre de 2019)[9]
- José Garrido (septiembre de 2019-presente)

## Palmarés
- Primera División Saudí
  - Subcampeón (1): 2015-16
- Segunda División Saudí
  - Subcampeón (1): 2010-11
- Tercera División Saudí
  - Subcampeón (1): 2007-08